# Macraspis stirpita
Macraspis stirpita är en skalbaggsart som beskrevs av Ohaus 1914. Macraspis stirpita ingår i släktet Macraspis och familjen Rutelidae. Inga underarter finns listade i Catalogue of Life.